# Crocidura thalia
Crocidura thalia är en däggdjursart som beskrevs av Nico J. Dippenaar 1980. Crocidura thalia ingår i släktet Crocidura och familjen näbbmöss. IUCN kategoriserar arten globalt som livskraftig. Inga underarter finns listade i Catalogue of Life.
Denna näbbmus förekommer i Etiopiens västra högland. Utbredningsområdet ligger 515 till 3300 meter över havet. Arten lever i fuktiga savanner med några trädgrupper, i gräsmarker, på myr och i buskskogar. Den undviker skogar med täta trädkronor.